# Sender Wiederau
Der Sender Wiederau ist der älteste Rundfunksender in Sachsen in der Nähe von Wiederau. Er befindet sich nahe dem zur Stadt Pegau gehörenden Dorf Wiederau und dient zur Übertragung von Rundfunkprogrammen (im UKW-Bereich, früher auch im MW- und KW-Bereich) und früher auch von Fernsehprogrammen.

## Geschichte

### Betrieb von 1932–1945
Der Sender Wiederau ging am 28. Oktober 1932 als Mittelwellensender für Sachsen auf der Frequenz 782 kHz in Betrieb. Er besaß eine Sendeleistung von 120 Kilowatt und verwendete als Antenne eine T-Antenne, die an zwei 125 Meter hohen freistehenden Holztürmen befestigt war. Trotz seiner hohen Sendeleistung war der Sender Wiederau während der Nachtstunden in Gebieten, die mehr als 80 Kilometer entfernt von Wiederau lagen, nicht zu empfangen, weil die verwendete Sendeantenne hohe Raumwellenanteile ausstrahlte, welche schon in geringer Entfernung vom Sender zu Nahschwund führte. Zudem war ein Sendeturm aufgrund einer elektrischen Ladung am 14. Januar 1934 in 98 Metern Höhe teilweise ausgebrannt. Deshalb wurde 1935 die T-Antenne durch eine Vertikalantenne ersetzt, die in einem 150 Meter hohen freistehenden Holzfachwerkturm hing. 1939 wurde ein zweiter Mittelwellensender in Wiederau aufgestellt. Dieser noch heute funktionsfähige Sender war für schnellen Frequenzwechsel ausgelegt und benutzte als Antenne eine Dreieckflächenantenne, die für jede Frequenz im MW-Band benutzt werden könnte. Während der Luftangriffe im Zweiten Weltkrieg bildete dieser Sender zusammen mit anderen Sendern ein Gleichwellennetz, um die Verwendung des Senders Wiederau zur Navigation alliierter Bomber zu erschweren. 1943 begann der Aufbau eines Kurzwellensenders in Wiederau, der aber nicht vor dem Ende des Zweiten Weltkrieges fertiggestellt wurde. Stattdessen wurden einige Sender für die Störung des Funkverkehrs zwischen den Flugzeugen genutzt. Der Sender Wiederau blieb bis zum 12. April 1945 in Betrieb. An diesem Tag fiel die Stromversorgung der Station aus.

### Betrieb von 1945–1990
Der Sender blieb bis zum September 1945 außer Betrieb. Erst dann ließ die sowjetische militärische Leitung wieder einen Sendebetrieb zu. 1947 wurde seine Sendefrequenz auf 722 kHz geändert. Der Sender Wiederau erhielt 1953 einen neuen Antennenmast in Form eines gegen Erde isolierten Stahlrohrmastes, welche am 19. September 1953 in Betrieb ging. Am 27. Oktober 1953 wurde der alte hölzerne Sendeturm, der das höchste hölzerne Bauwerk im ehemaligen Ostdeutschland war, gesprengt. Im Jahr 1950 begannen in Wiederau die Kurzwellensendungen. Im Mai 1954 trat eine Überschwemmung des Sendegeländes auf. Obgleich das Wasser teilweise bis zu 70 Zentimeter hoch stand, war es möglich, den Sendebetrieb fortzuführen. Als Konsequenz wurde 1958 die Station eingedeicht. 1959 erhielt der 156 Meter hohe Sendemast der Station eine Antenne für UKW-Rundfunk und Fernsehen auf seine Spitze. Hierdurch erhöhte sich seine Höhe auf 236 Meter. Während dieser Arbeit wurde das Mittelwellenprogramm von einer Dreieckflächenantenne ausgestrahlt, die am einstigen Standort des 150 Meter hohen Holzturms errichtet wurde. Nach der Vollendung dieser Arbeit wurde seine Sendefrequenz von 722 kHz auf 575 kHz geändert. Dies geschah nicht nur wegen der besseren Bodenwelleausbreitung dieser Frequenz, sondern auch, um den Empfang des auf gleicher Frequenz betriebenen Senders Mühlacker sowie des auf 566 kHz ausstrahlenden Senders Freies Berlin aus West-Berlin zu erschweren. 1970 wurde ein zweiter abgespannter Sendemast mit einer Höhe von 212 Metern in unmittelbarer Nachbarschaft des alten 236 Meter hohen Sendemastes errichtet. Dieser ist im Unterschied zum alten Mast geerdet und kann folglich nur zur Verbreitung von UKW- und Fernsehprogrammen verwendet werden. Zwei Jahre später nahm man einen Kurzwellensender in Betrieb, für den vier Rhombusantennen zur Verfügung standen. 1985 wurde der selbststrahlende 236 Meter hohe Rohrmast – dessen Fußpunktisolator in einem schlechten Zustand war – geerdet und war seither nicht mehr als Mittelwellenstrahler nutzbar. Als Resultat des Genfer Wellenplans musste der Sender Wiederau seine Frequenz auf 531 kHz ändern. Diese Frequenzänderung beendete seine Störung des Empfang des Senders Mühlacker (obgleich dieser nach wie vor noch beträchtlich durch den Sender Wöbbelin gestört wurde), störte aber den auf gleicher Frequenz arbeitenden Sender Beromünster in der Schweiz. Bis zur Inbetriebnahme des neuen Senders von Radio Moskau in Wachenbrunn im Jahre 1989 diente die Anlage auch zur Verbreitung des Programms von Radio Moskau. Gesendet wurde auf 1322 kHz. Die Sendungen begannen am 20. Dezember 1945. Ursprünglich war der Sender dafür vorgesehen, die Angehörigen der sowjetischen Truppen mit einem Heimatprogramm zu versorgen. Die Modulation des Senders wurde durch sogenannten Ballempfang gewonnen. In Leipziger Stadtteil Probstheida – später in Holzhausen bei Leipzig – war eine spezielle Empfangsstation eingerichtet worden, deren Aufgabe darin bestand, das in der damaligen Sowjetunion auf Kurz- oder Mittelwellen ausgestrahlte Programm von Radio Moskau zu empfangen und über Kabel zum Sender zu übertragen. Später übernahm der Sender Burg auf 263 kHz als Radio Wolga diese Aufgabe und die Frequenz 1322 kHz in Wiederau wurde zur Übertragung des Fremdsprachen-Dienstes von Radio Moskau eingesetzt.

### Betrieb ab 1990
Nach der deutschen Wiedervereinigung erhöhte sich die Zahl der in Wiederau installierten UKW-Sender, während der Kurzwellensender – der zuletzt von der Deutschen Welle (bis zur Wiedervereinigung von Radio Berlin International) genutzt worden war – 1993 stillgelegt und alle Kurzwellenantennen 1994/1995 abgebaut wurden. 1995 wurde die Frequenz des Mittelwellensenders von 531 kHz auf 783 kHz verschoben, um die Störung des Senders Beromünster zu beenden. 1998 wurde ein neuer, völlig mit Transistoren ausgerüsteter Mittelwellensender in Wiederau installiert. Hierbei wurde eine der beiden Dreieckflächenantennen mit ihren drei je 50 Meter hohen Masten erneuert, die jetzt als Mittelwellensendeantenne dient. Der oben erwähnte 212 Meter hohe Mast wird heute für die Verbreitung von UKW-Programmen genutzt. Auf dem Sendergelände befand sich noch ein 51 Meter hoher Reservesendemast für Mittelwelle, der bis 2001 regulär genutzt wurde.
Am 30. April 2013 endete die Mittelwellenübertragung von MDR Info an diesem Standort mit der Aufschaltung einer Hinweisschleife, die auf den alternativen Empfangsweg DAB+ verwies und sollte noch bis voraussichtlich 6. Mai 2013 um 6 Uhr laufen. Nach der Abschaltung der Hinweisschleife um 6 Uhr lief ein Leerträger, bis der Sender um 7 Uhr komplett abgeschaltet wurde. Um 9 Uhr wurde die Hinweisschleife nochmals auf allen Sendern (Wiederau, Wilsdruff und Reichenbach) aufgeschaltet. Die Sendeanlage wurde um 11:30 Uhr von einem Techniker des Senderbetreibers Media Broadcast vor Ort manuell endgültig abgeschaltet.
Mitte September 2013 wurden die Dreiecksflächenantenne sowie der 51 Meter hohe Reservesendemast für Mittelwelle abgebaut.
Der seit der Abschaltung des analogen Fernsehens im Jahr 2007 funktionslos gewordene und zudem stark sanierungsbedürftige 236 Meter hohe Stahlrohrmast wurde am 25. Oktober 2013 um 13:30 Uhr gesprengt, nachdem die beiden ursprünglichen Termine am 28. September 2012 und in der Woche vom 29. Oktober und 2. November 2012 abgesagt wurden.

## Frequenzen und Programme

### Analoges Radio (UKW)
Beim Antennendiagramm sind im Falle gerichteter Strahlung die Hauptstrahlrichtungen in Grad angegeben. In UKW werden folgende Programme ausgestrahlt:
| Frequenz (MHz) | Programm             | RDS PS            | RDS PI                | Regionalisierung | ERP (kW) | Antennen- diagramm rund (ND) / gerichtet (D) | Polarisation horizontal (H) / vertikal (V) |
| -------------- | -------------------- | ----------------- | --------------------- | ---------------- | -------- | -------------------------------------------- | ------------------------------------------ |
| 88,4           | MDR Kultur           | __MDR___/_KULTUR_ | D3C3                  | −                | 100      | ND                                           | H                                          |
| 90,4           | MDR Jump             | MDR_JUMP          | D3C2                  | –                | 100      | ND                                           | H                                          |
| 93,9           | MDR Sachsen          | MDR_SN_L          | D6C1                  | Leipzig          | 100      | ND                                           | H                                          |
| 96,6           | Deutschlandfunk      | __Dlf___          | D210                  | –                | 100      | ND                                           | H                                          |
| 102,9          | Radio PSR            | RADIOPSR          | D3C8                  | Leipzig          | 100      | ND                                           | H                                          |
| 104,9          | Radio SAW            | _S_A_W__ _S*A*W__ | D4D9 (regional), D3D9 | Halle            | 100      | D (150–110°)                                 | H                                          |
| 106,5          | MDR Sachsen-Anhalt   | MDR_S-AN          | D4D1                  | Halle            | 30       | D (150–110°)                                 | H                                          |
| 106,9          | Hitradio RTL Sachsen | HRRTL_Lp          | D3C9                  | Leipzig          | 100      | ND                                           | H                                          |

### Analoger Hörfunk (MW)
Die Mittelwellenübertragung wurde am 30. April 2013 eingestellt. Bis zum 6. Mai 2013 lief eine Hinweisschleife mit alternativen Empfangsmöglichkeiten von MDR Info.
| Frequenz (kHz) | Programm | Sendeleistung (kW) | Sendediagramm rund (ND)/ gerichtet (D) | Regionalisierung |
| -------------- | -------- | ------------------ | -------------------------------------- | ---------------- |
| 783            | MDR Info | 100                | ND                                     | –                |

### Analoges Fernsehen (PAL)
Bis zur Einführung von DVB-T in Sachsen (5. Dezember 2005) und Sachsen-Anhalt (9. Oktober 2007) wurden folgende analoge Fernsehsender abgestrahlt. Die Ausstrahlung von Sat.1 sowie die doppelte Ausstrahlung von Das Erste auf Kanal 35 wurde lange vor der Digitalumstellung eingestellt.
Hinweis: Das Programm von Das Erste auf Kanal 9 kam im Gegensatz zu den anderen Programmen nicht von 212 Meter hohen, sondern vom 236 Meter hohen Rohrmast.
| Kanal | Frequenz (MHz) | Programm                       | ERP (kW) | Sendediagramm rund (ND)/ gerichtet (D) | Polarisation horizontal (H)/ vertikal (V) |
| ----- | -------------- | ------------------------------ | -------- | -------------------------------------- | ----------------------------------------- |
| 9     | 203,25         | Das Erste (MDR)                | 100      | ND                                     | V                                         |
| 22    | 479,25         | MDR Fernsehen (Sachsen)        | 460      | ND                                     | H                                         |
| 26    | 511,25         | Sat.1                          | 200      | D                                      | H                                         |
| 35    | 583,25         | Das Erste (MDR)                | 100      | D                                      | H                                         |
| 42    | 639,25         | ZDF                            | 500      | ND                                     | H                                         |
| 52    | 719,25         | MDR Fernsehen (Sachsen-Anhalt) | 100      | D                                      | H                                         |

Seitdem kommen die Fernsehsignale für die Region Leipzig vom DVB-T-Sendeturm Leipzig, da der Sender Wiederau zu weit von Leipzig entfernt lag.